# Stöcken (Solingen)
Stöcken ist ein Ortsteil im Stadtbezirk Mitte der bergischen Großstadt Solingen. In Stöcken befand sich rund 150 Jahre der Firmensitz des Landmaschinenherstellers Rasspe. Seit Aufgabe des Firmengeländes 2009 befindet sich dort die größte Industriebrache der Stadt, auf der bis Mitte der 2020er Jahre ein neues Gewerbegebiet entstehen soll.

## Lage und Beschreibung
Stöcken befindet sich an einem Talhang, der vom Höhenzug am Stöckerberg bis zum Ufer der Wupper bei Kohlfurth abfällt. Stöcken liegt dabei auf rund 150 bis 190 Metern über NHN entlang der Cronenberger Straße, die als Landesstraße 427 klassifiziert ist und von Kohlfurth nach Solingen-Mitte führt. Der Ort wird bis heute dominiert durch einen lange industriell genutzten Industriekomplex des Landmaschinenherstellers Rasspe, dessen großflächige Industriebrache zu einem neuen Gewerbegebiet umgebaut wird. Nördlich von Stöcken befindet sich die Mulch- und Kompostierungsanlage Bärenloch der Entsorgung Solingen GmbH mit angeschlossenem Wertstoffhof. Südlich entspringt der Stöckener Bach, der im Osten in die Wupper mündet.
Benachbarte Ortslagen sind bzw. waren (von Nord nach West): Külf, Altenfeld, Fleußmühle, Schrodtberg, Kohlfurth, Im Klauberg, Hasseldelle, Erbenhäuschen, Stöckerberg, II. und III. Stockdum sowie Busch.

## Etymologie
Der Ortsname Stöcken kommt in Abwandlungen auch anderenorts vor, zum Beispiel in Stockden in Remscheid oder in Stockdum in Solingen-Gräfrath. Gemeint sind damit wohl die nach Abholzung oder Rodung zurückbleibenden Wurzelstöcke, bei denen der Hof angelegt wurde.

## Geschichte
In dem Kartenwerk Topographia Ducatus Montani von Erich Philipp Ploennies aus dem Jahre 1715 ist der Ort noch nicht verzeichnet, wohl aber schon die Straßenverbindung zwischen der Kohlfurth und Solingen, die unter Preußen zur Provinzialstraße Elberfeld–Hitdorf ausgebaut wurde. Über diese Straßenverbindung wurde die Stadt Solingen teilweise mit Kohle versorgt. Wahrscheinlich stand daher die Ansiedlung am Stöcken im 18. Jahrhundert in Zusammenhang mit den Kohlentransporten. Die Topographische Aufnahme der Rheinlande von 1824 zeigt an der Wohnplatzstelle bereits eine Bebauung, die zusammen mit dem Nachbarwohnplatz Stöckerberg als Stoecken bezeichnet wird. Die Preußische Uraufnahme von 1844 bezeichnet den Ort als Unt: d. Stöcken. In der Topographischen Karte des Regierungsbezirks Düsseldorf von 1871 ist der Wohnplatz als Unter den Stöcken beschriftet und verzeichnet. Der Ort erscheint in der Preußischen Neuaufnahme von 1898 als Stöcken bezeichnet.
Stöcken gehörte nach Gründung der Mairien und späteren Bürgermeistereien zur Bürgermeisterei Dorp, die im Jahre 1856 das Stadtrecht erhielt, und dort in der Flur I. Schrodtberg. 1815/16 lebten 35 Menschen im unter den Stöcken. Der nach der Statistik und Topographie des Regierungsbezirks Düsseldorf als Hofstadt kategorisierte Ort besaß 1832 fünf Wohnhäuser und drei landwirtschaftliche Gebäude. Zu dieser Zeit lebten 46 Einwohner im Ort, davon zehn katholischen und 36 evangelischen Bekenntnisses. Die Gemeinde- und Gutbezirksstatistik der Rheinprovinz führt den Ort 1871 mit 17 Wohnhäusern und 172 Einwohnern auf. Im Gemeindelexikon für die Provinz Rheinland von 1888 werden 26 Wohnhäuser mit 235 Einwohnern angegeben.
Die Bürgermeisterei beziehungsweise Stadt Dorp wurde nach Beschluss der Dorper Stadtverordneten zum 1. Januar 1889 mit der Stadt Solingen vereinigt. Damit wurde Stöcken ein Ortsteil Solingens. 1895 besitzt der Ortsteil 32 Wohnhäuser mit 258 Einwohnern und gehörte kirchlich zum lutherischen Kirchspiel Solingen-Weeg, 1905 werden 25 Wohnhäuser und 186 Einwohner angegeben.

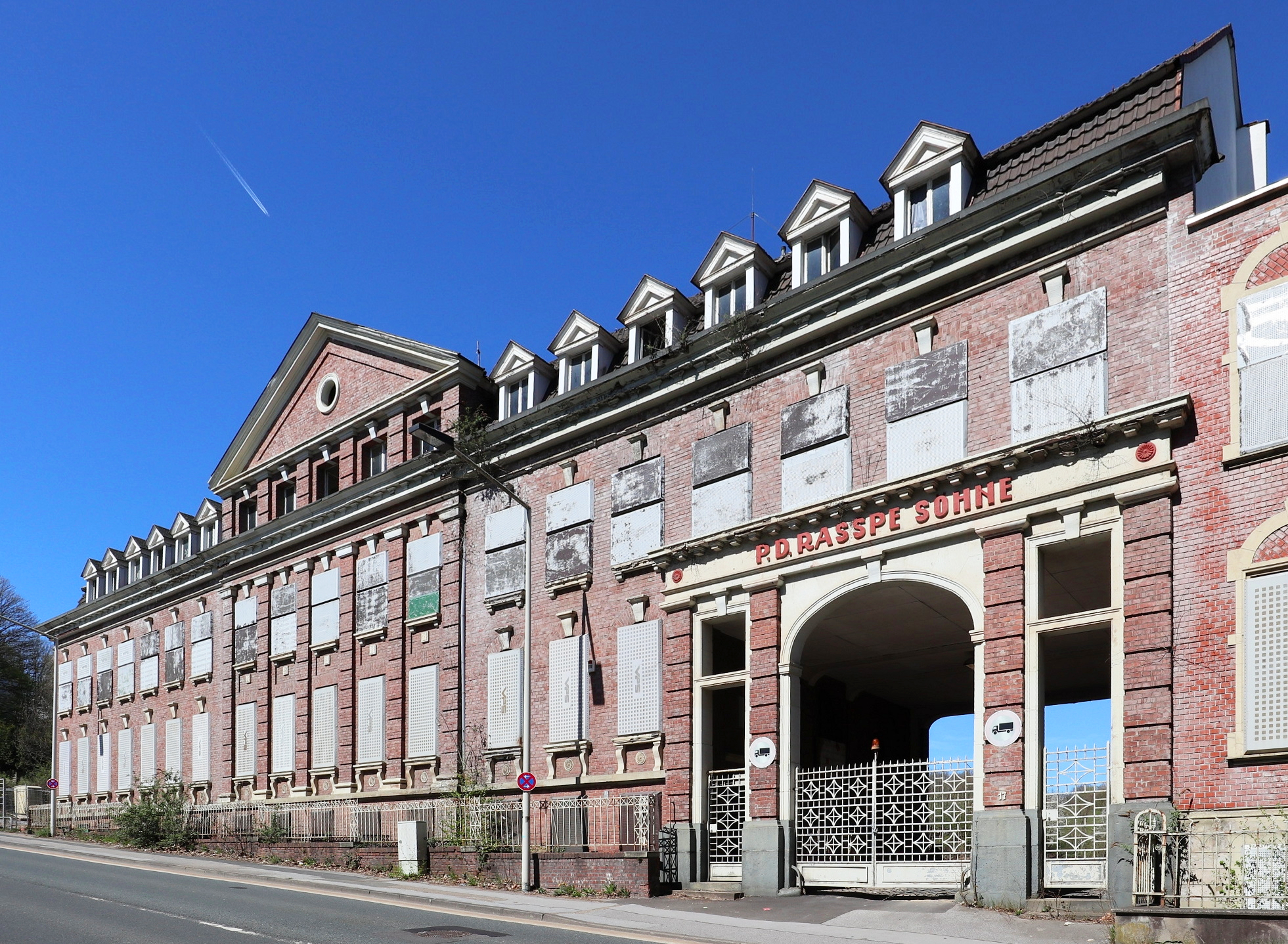
Ehemaliges Verwaltungsgebäude der Firma Rasspe

Bereits Mitte des 19. Jahrhunderts hatte das Unternehmen P. D. Rasspe am Stöcken seinen neuen Firmensitz bezogen, nachdem es 1827 in Schulkohlfurt gegründet worden war. Das Unternehmen wuchs über die Jahrzehnte zu einem der größten Produzenten von Landmaschinenteilen heran und beschäftigte am Standort Stöcken zeitweise über 1.000 Mitarbeiter. An der nach einem der Teilhaber der Firma benannten Peter-Rasspe-Straße, die Stöcken mit Schrodtberg verbindet, entstanden Werkswohnungen des Unternehmens sowie ein Unternehmensstift. Ab den 1960er Jahren erlebte das Unternehmen einen schrittweisen Niedergang, der 1999 in der Insolvenz des Unternehmens endete. In verkleinerter Form wurde das Unternehmen später nach Wermelskirchen verlagert, das bereichsprägende Industriegrundstück am Stöcken lag seit 2009 brach. Im Jahre 2016 wurden das an der Straße liegende Verwaltungs- und das Lagergebäude der ehemaligen Firma Rasspe in die Solinger Denkmalliste eingetragen. Große Teile der Gebäude wurden seit 2018 abgerissen, aus der einstigen Industriebrache soll in den 2020er Jahren ein neues Gewerbegebiet entstehen, das den Projekttitel Stöcken 17 trägt.
An Stöcken vorbei führte ab 1914 auch die Straßenbahnstrecke zwischen Wuppertal und Solingen, auf der die von der Barmer Bergbahn betriebene Linie 5 verkehrte. Von der Kohlfurth kommend führte die Strecke ab der Haarnadelkurve der Cronenberger Straße durch einen 188 Meter langen Tunnel, den Stöckerberg-Tunnel, unterhalb der Hasselstraße / Erbenhäuschen vorbei, ehe die Strecke parallel zur Margaretenstraße wieder an die Oberfläche kam und weiter in die Solinger Innenstadt zum Mühlenplatz führte. Die Linie wurde insbesondere von Arbeitern der Firma Rasspe genutzt, die von Solingen aus zu der Fabrik pendelten. Der Betrieb der Linie 5 wurde am 3. Mai 1969 eingestellt. Die Verbindung zwischen Wuppertal und Solingen bildet heute die Buslinie CE 64 der WSW mobil, die auch am Stöcken über eine Haltestelle verfügt. Im Zuge der Neuansiedlung von Unternehmen auf dem lange Zeit brachliegenden Rasspe-Areal am Stöcken bestehen seit 2019 Überlegungen, die einstige Straßenbahntrasse mit dem Tunnel Stöckerberg in einen Radwanderweg umzubauen, so dass dieser von der Korkenziehertrasse aus erreichbar wäre.